# Tambre
Tambre ist eine nordostitalienische Gemeinde (comune) mit 1279 Einwohnern (Stand 31. Dezember 2023) in der Provinz Belluno in Venetien. Die Gemeinde liegt etwa 16 Kilometer ostsüdöstlich von Belluno, gehört zur Comunità montana Alpago und grenzt unmittelbar an die Region Friaul-Julisch Venetien und die Provinz Treviso.

## Verkehr
Durch die Gemeinde führt die frühere Strada Statale 422 dell'Alpago e del Cansiglio (heute eine Provinzstraße) von Vittorio Veneto nach Conegliano.